# 클라인 베네디히
클라인 베네디히(독일어: Klein-Venedig)는 1528년부터 1546년까지 현재의 베네수엘라, 콜롬비아, 가이아나 일대에 존재했던 벨저 가문의 식민지이다. 식민지의 이름은 독일어로 작은 베네치아라는 뜻이다.

## 역사
아우크스부르크 제국자유도시를 거점으로 은행업, 상업을 통해 부흥했던 벨저가에게 막대한 빚을 지고 있던 신성 로마 제국의 카를 5세는 빚을 탕감하기 위해 1526년 베네수엘라 일대 식민지를 벨저가에게 양도하였다. 벨저가는 새로 획득한 식민지에서 엘도라도(금광)를 찾는 것을 주요과제로 삼았고, 대리인들을 총독으로 고용하여 이 사업을 실행하였다. 초기 이 사업은 독일의 탐험가이자 클라인 베네디히의 초대 총독인 암브로시우스 에잉거(Ambrosius Ehinger) 주도로 실행되었다. 그는 1529년 원주민들의 격렬한 저항을 제압하고 마라카이보를 설립하였다. 에잉거(1533)와 그 후계인 게오르크 폰 슈파이어(Georg von Speyer, 1540) 사후 필립 본 후텐(Philipp von Hutten) 총독은 식민지 내륙 탐사를 계속했고, 그가 식민지 수도에서 장기간 부재하자 스페인 국왕은 클라인 베네디히의 총독 임명권을 주장하였다. 1546년 후텐이 수도 산타 아나 데 코로로 돌아오자, 베네수엘라 주 총독 후안 데 카르바할(Juan de Carvajal)은 후텐과 바르톨로메우스를 사로잡았다. 이후 카를 황제에 명령에 따라 벨저가의 대리인들은 숙청되었으며, 새로운 총독이 임명되어 클라인 베네디히의 역사는 종말을 맞았다.

## 같이 보기
- 벨저가
- 카를 5세